# جانلوکا فرانچسکونی
جانلوکا فرانچسکونی (انگلیسی: Gianluca Francesconi؛ زادهٔ ۱۰ سپتامبر ۱۹۷۱) بازیکن فوتبال اهل ایتالیا است.
از باشگاه‌هایی که در آن بازی کرده‌است می‌توان به باشگاه فوتبال لودیجیانی کالچو، باشگاه فوتبال یوونتوس، باشگاه فوتبال رجانا، باشگاه فوتبال دلفینو پسکارا، باشگاه فوتبال جنوآ، و باشگاه فوتبال ناپولی اشاره کرد.